# Draethen

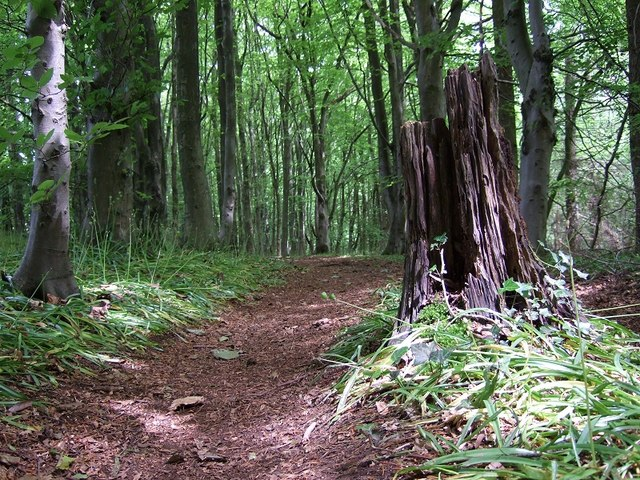
Llwyn Hir Forestry Walk dans les bois de Draethen.

Draethen est un village du comté de Caerphilly, Galles du Sud et de la communauté de Rudry. Le village est situé à environ 5 km à l'est de Caerphilly et environ 10 km au nord-est de Cardiff.
Situé sur la rive sud de la Rhymney dans les limites historiques de Glamorgan, Draethen est bordé par Bedwas à l'ouest, Rhiwderin à l'est, Michaelston-y-Fedw au sud-est et Lower Machen au nord.
Les bois de Draethen contiennent un certain nombre d'anciens sites d'extraction de plomb et de travaux de surface remontant au moins à l'époque romaine. Les mines exploitaient autrefois une veine de minerai de plomb située dans l'affleurement sud du calcaire de cette région. Tous les sites sont actuellement clôturés mais il n'y a pas de restrictions d'accès connues, ce qui en fait un endroit apprécié par les spéléologues expérimentés,.
Les chemins de randonnée Rhymney Valley Ridgeway Walk, Rhymney River Circular Walk et Llwyn Hir Forestry Walk se rejoignent tous à Draethen.